# Warnstorfia fluitans
Warnstorfia fluitans (deutsch Flutendes Moorsichelmoos) ist eine Laubmoos-Art aus der Familie Calliergonaceae.

## Merkmale
Die mäßig kräftigen Pflanzen mit bis zu 30 Zentimeter langen aufsteigenden oder im Wasser flutenden, unregelmäßig verzweigten Stämmchen bilden lockere, grüne bis gelbgrüne oder bräunliche Rasen. Die Blätter sind oval lanzettlich bis schmal lanzettlich, allmählich in eine lange Spitze verschmälert, gerade bis sichelförmig, nicht faltig. Die Blattränder sind fein gezähnelt, die bis 60 Mikrometer breite, einfache Rippe reicht gewöhnlich bis wenig über die Blattmitte. Die Blattzellen sind in der Blattmitte linealisch, 10 bis 20 mal so lang wie breit, am Blattgrund kürzer. Blattflügelzellen sind etwas aufgeblasen, rundlich bis schwach verlängert und gehen nach oben allmählich in rundlich-quadratische und rechteckige Zellen über.
Die Art ist autözisch (Antheridien und Archegonien an verschiedenen Ästen an derselben Pflanze). Sporenkapseln sind meist selten. Die Seta ist bis 10 Zentimeter lang und geschlängelt, die gekrümmte, eilängliche Kapsel geneigt bis waagrecht, der kegelige Deckel ist stumpf gespitzt. Die fein papillösen Sporen haben eine Größe von 20 bis 28 Mikrometer.

## Varietäten
Warnstorfia fluitans ist eine sehr variable Art. Es ist nicht geklärt, ob es sich nur um Standortsmodifikationen handelt. Eine Form mit stark sichelförmigen Blättern und gesägten Rändern wird als var. falcata unterschieden.

## Synonyme
Bedingt durch die in der Vergangenheit mehrmals geänderte systematische Zuordnung gibt es eine Anzahl von Synonymen, häufigstes davon ist Drepanocladus fluitans (Hedw.) Warnst. 

## Standortansprüche und Verbreitung
Warnstorfia fluitans wächst an nassen, mäßig bis stark sauren, oligo- bis mesotrophen Standorten in Hoch-, Zwischen- oder Niedermooren, sauren Quellmooren oder in Verlandungszonen oligotropher, stehender Gewässer.
In Deutschland, Österreich und der Schweiz ist sie zerstreut bis mäßig häufig und kommt von der Ebene bis in Höhen um die Waldgrenze vor. Darüber hinaus ist die Art weltweit fast kosmopolitisch verbreitet.